# Lingxi Shuiku
Lingxi Shuiku (kinesiska: 菱溪水库) är en reservoar i Kina. Den ligger i provinsen Fujian, i den sydöstra delen av landet, omkring 110 kilometer sydväst om provinshuvudstaden Fuzhou. Lingxi Shuiku ligger 52 meter över havet. Arean är 1,2 kvadratkilometer. Runt Lingxi Shuiku är det i huvudsak tätbebyggt. Den sträcker sig 1,8 kilometer i nord-sydlig riktning, och 2,3 kilometer i öst-västlig riktning.
Genomsnittlig årsnederbörd är 1 642 millimeter. Den regnigaste månaden är augusti, med i genomsnitt 293 mm nederbörd, och den torraste är oktober, med 12 mm nederbörd.